# Ystradfellte
Ystradfellte ist ein Dorf und eine Community in der walisischen Principal Area Powys.

## Geographie
Ystradfellte liegt in den Brecon Beacons nordwestlich von Merthyr Tydfil in einer bergigen Region mit zahllosen Bächen und Flüssen, das Teil des Brecon-Beacons-Nationalparks ist. Zu den nennenswertesten dieser Wasserläufe gehören der River Neath, der Afon Pyrddin, der Afon Hepste und der Afon Mellte, der durch Ystradfellte selbst läuft und nördlich des Dorfes auch das sogenannte Ystradfellte Reservoir durchquert. Mehrere dieser Flussläufe beinhalten zudem Wasserfälle. Des Weiteren gibt es um Ystradfellte einige Höhlen. Abgesehen von Einzelsiedlungen sind das Dorf Ystradfellte in der Mitte der Community und das Dorf Pontneddfechan ganz im Süden die einzigen Siedlungen.

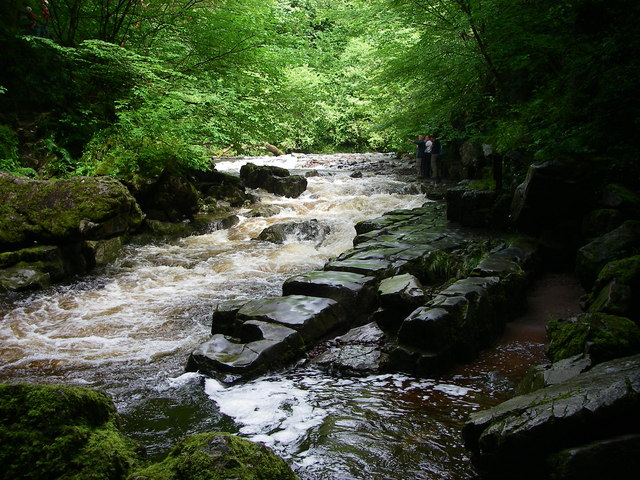
Eingang zu Höhle Porth yr Ogof
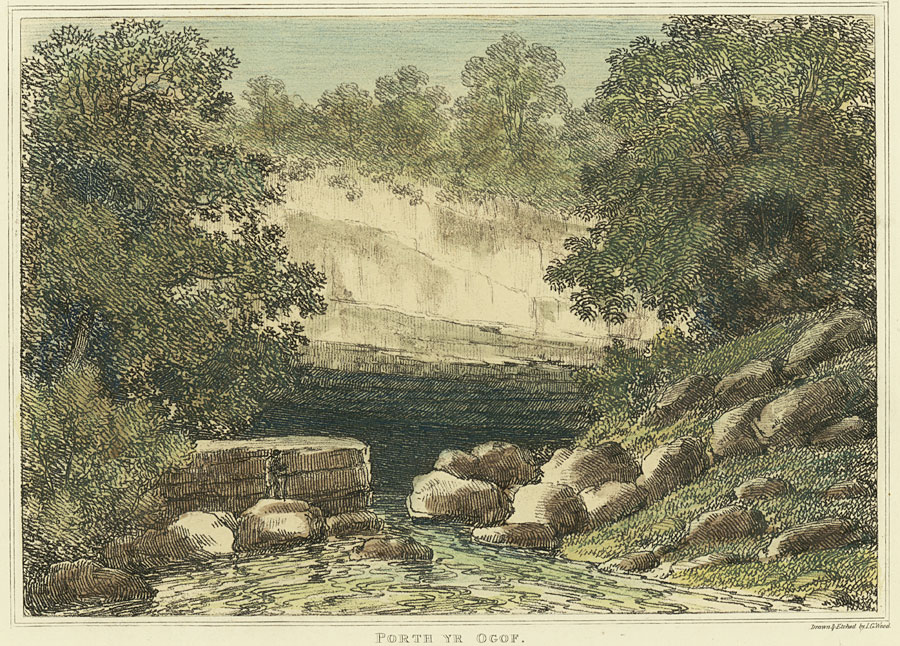
Eingang zur selben Höhle von der anderen Seite
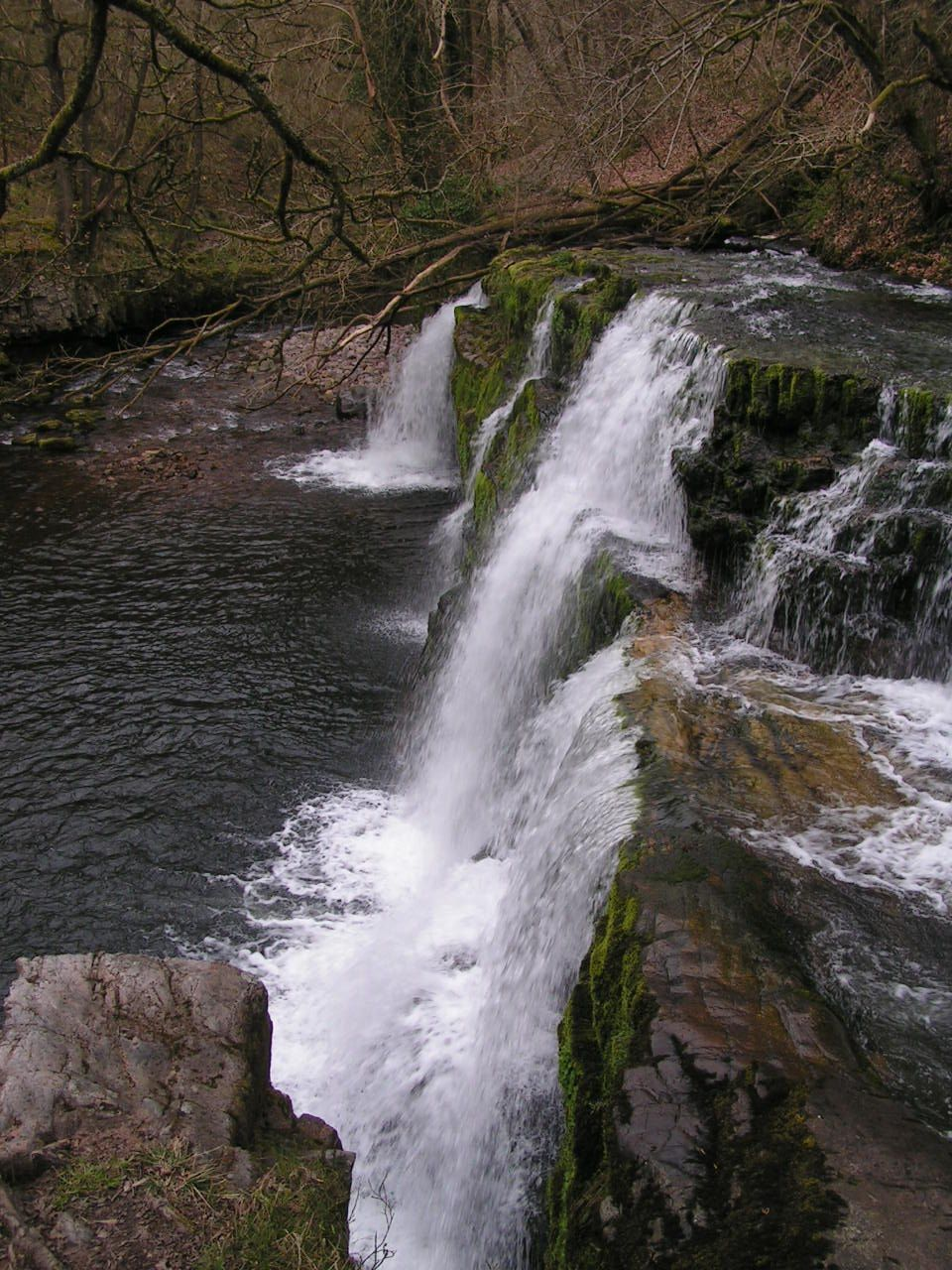
Der Wasserfall Sgwd y Pannwr
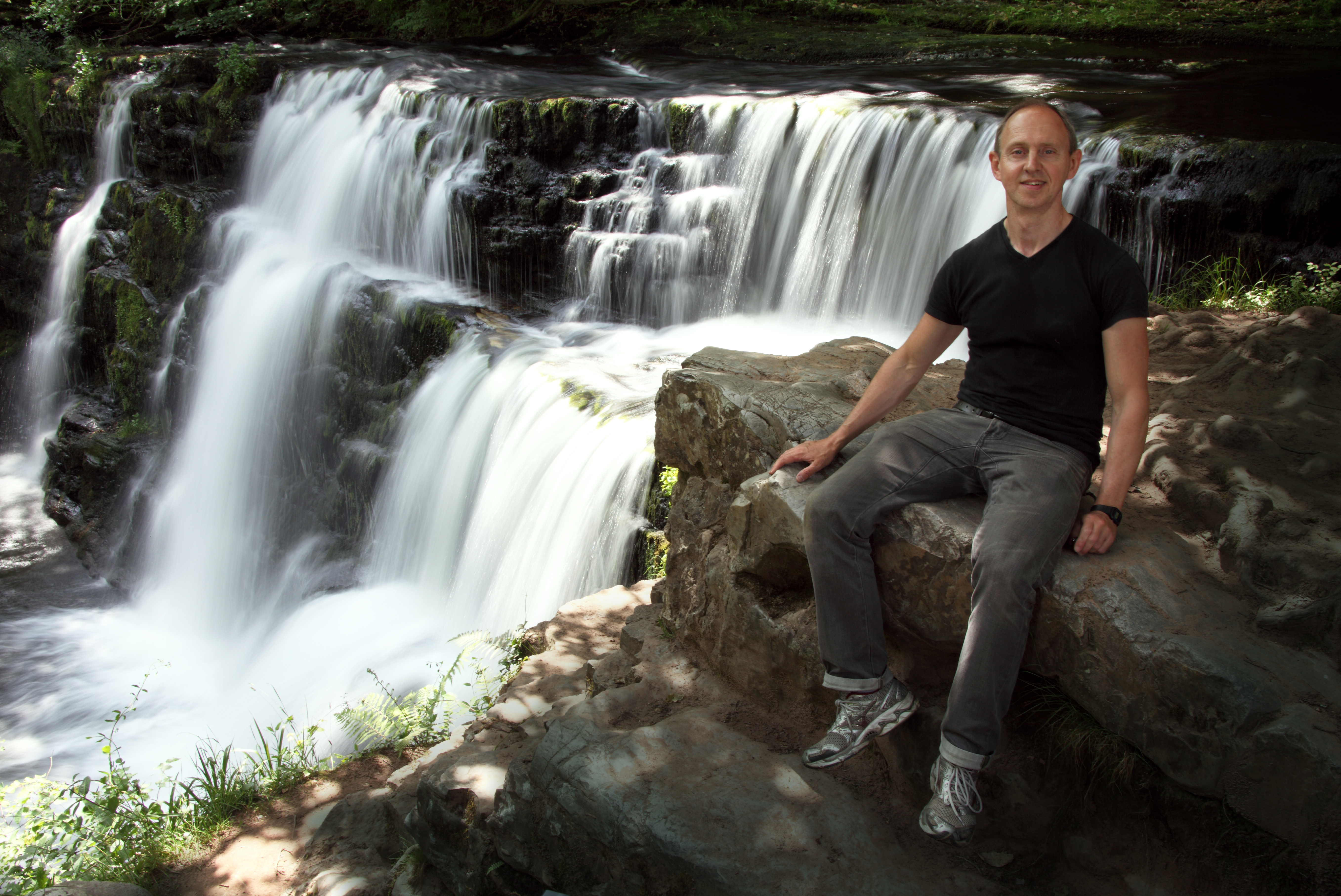
Weiterer Wasserfall mit Tourist
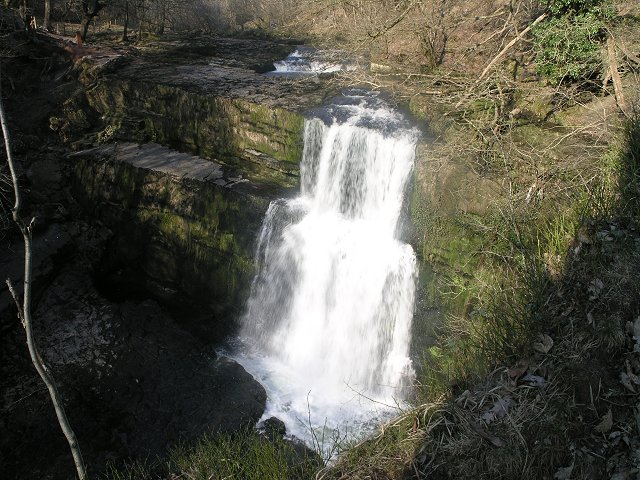
Der Wasserfall Sgŵd Clun-gwyn

## Geschichte
Seit dem Mittelalter steht in Ystradfellte eine Kirche, die aber vermutlich im  16. Jahrhundert komplett neu errichtet wurde. Anfang der 1870er-Jahre gab es in Ystradfellte einige Mühlen sowie Backstein- und Schamottenfabriken. Früher gehörte Ystradfellte zu Brecknockshire, seit 1974 ist es aber Teil von Powys. Heutzutage ist vor allem der Tourismus ein wichtiger Wirtschaftszweig.

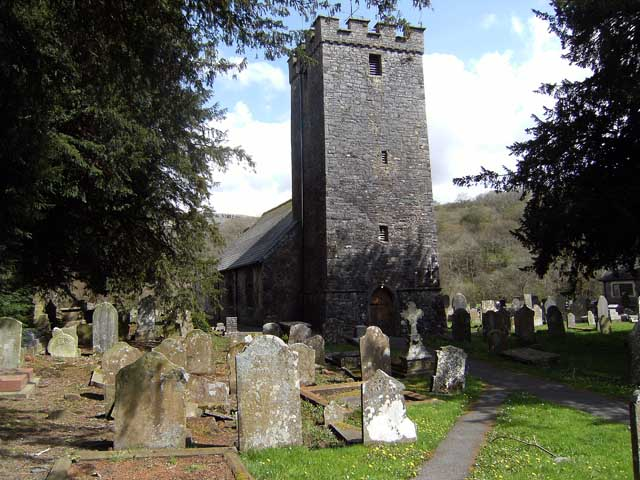
Die St Mary’s Church in Ystradfellte

Einwohnerzahlen
| Jahr      | 1801 | 1811 | 1821 | 1831 | 1841 | 1851 | 1861 | 1871 | 1881 | 1891 | 1901 | 1911 | 1921 | 1931 | 1941 | 1951 | 1961 | 1971 | 1981 | 1991 | 2001 | 2011 |
| --------- | ---- | ---- | ---- | ---- | ---- | ---- | ---- | ---- | ---- | ---- | ---- | ---- | ---- | ---- | ---- | ---- | ---- | ---- | ---- | ---- | ---- | ---- |
| Einwohner | 669  | 710  | 760  | 747  | 682  | 711  | 668  | 719  | 587  | 594  | 549  | 627  | 613  | 650  | ?    | 616  | 638  | ?    | ?    | ?    | ?    | 556  |

## Verkehr
Ystradfellte ist durchzogen von kleinen Nebenstraßen. Als einzige größere Straße verläuft die A4059 road auf der Ostgrenze der Community. Im Süden tangiert die Community zudem die überregionale A465 road.

## Infrastruktur
In Ystradfellte gibt es ein temporäres Postbüro. Im Hauptdorf gibt es zudem eine Kirche. Nördlich von Pontneddfechan gibt es einen Golfplatz.

## Bauwerke
Auf dem Gebiet der Community stehen insgesamt zwölf Bauwerke, die in die Statutory List of Buildings of Special Architectural or Historic Interest aufgenommen wurden. Zumeist sind dies Grade II buildings, lediglich die Church of St Mary in Ystradfellte ist ein Grade II* building.